# 河鰭公述
河鰭 公述（かわばた きんあきら）は、江戸時代後期の公家。正三位非参議・河鰭実利の子。官位は正四位下・右近衛権中将。河鰭家24代当主。

## 経歴
安政5年（1858年）日米修好通商条約勅許に反対し、廷臣88人の列参に加わった（廷臣八十八卿列参事件）。文久2年（1862年）尊攘派公家13人と共に和宮降嫁を進めた岩倉具視らを弾劾した。同年、国事御用掛となる。元治元年（1864年）、正四位下・右近衛権中将となるが、同年8月21日卒去した。享年36。

## 系譜
- 父：河鰭実利
- 母：外山光実の娘
- 正室：日野西晏子 - 日野西光暉の娘
- 生母不明の子女
  - 男子：河鰭公篤
- 養子
  - 男子：河鰭実文（1845-1910） - 三条実万の五男